# Chaîne de production d'un CD
 (avril 2012).
- Si vous ne connaissez pas le sujet, laissez ce bandeau (vous pouvez alors contacter les auteurs).
- Si vous supprimez le contenu mis en cause (vous pouvez préalablement contacter les auteurs),

argumentez précisément cette suppression dans la page de discussion
(un manque de référence n'est pas un argument ; une recherche réelle de référence doit avoir été effectuée, être formellement documentée).
 (mars 2019).
Si vous disposez d'ouvrages ou d'articles de référence ou si vous connaissez des sites web de qualité traitant du thème abordé ici, merci de compléter l'article en donnant les références utiles à sa vérifiabilité et en les liant à la section « Notes et références ».
Le disque compact, généralement appelé CD, est un produit culturel lié à une industrie de contenu mettant en œuvre une chaîne de valeur. Il serait plus juste de parler de phonogramme, qui représente la fixation d'une œuvre par un enregistrement et qui donne juridiquement lieu à des ayants droit (droit de la propriété intellectuelle).

## L'auteur et le compositeur
- En musique, l'auteur est celui qui écrit les paroles d'une chanson, à ne pas confondre avec le compositeur qui lui écrit la musique.
- L'auteur ne peut être qu'une personne physique. Lorsqu'il cède ses droits d'exploitation d'une œuvre, il ne peut jamais perdre sa qualité d'auteur. Mais il peut cependant publier une œuvre de manière anonyme, ou sous un pseudonyme.
- Pour pouvoir bénéficier de la qualité d'auteur, il faut intervenir dans la forme. Le simple fait de fournir une idée ne peut suffire à revendiquer des droits d'auteur. De même la qualité d'auteur nécessite une certaine liberté lors de la création. Ainsi l'interprète ne peut revendiquer des droits d'auteur que s'il y a un véritable apport personnel dans le processus créatif.

## L'interprète
- Individuel ou collectif (un groupe, un orchestre, etc.), il est l'artiste qui effectue un travail d'interprétation d'une musique ou d'une chanson.
- Il est lié au producteur par un contrat de travail et s'il est prévu de lui verser des royalties (pourcentage des ventes) par un contrat exclusif.
- Il est un ayant droit dans la chaîne du disque (ou du phonogramme) depuis la loi de 1985.

## Le producteur phonographique
- Le producteur est celui qui finance l’enregistrement d’un titre, il en est le propriétaire.
- Dans le contrat entre le producteur et l'artiste-interprète principal (qui peut être un individu ou un groupe), ce dernier cède au producteur l’entière propriété de l’enregistrement. En contrepartie, l'interprète perçoit une rémunération sous forme de royalties, (en France il y a également l'obligation de verser un salaire correspondant aux séances d'enregistrement). Les royalties correspondent à un pourcentage des ventes pouvant varier de 4 à 22 % en fonction de la notoriété de l'interprète. Les royalties peuvent donner lieu à versement d'une avance au moment de l'enregistrement.
- Lorsque l'artiste produit son propre CD ou son phonogramme on parle d'autoproduction.

## L’éditeur phonographique
- L'éditeur phonographique est celui qui prend l'enregistrement (le master), en fait un disque et le commercialise (pressage, promotion…).
- Le contrat entre l'éditeur phonographique et le producteur se nomme "contrat de licence".
- Comme il fabrique matériellement le disque, l'éditeur phonographique paye des droits à la SDRM. Le producteur restant le propriétaire de l’enregistrement, l'éditeur phonographique n'a aucun droit sur le CD qu'il a pressé. Cependant, le producteur peut lui céder l’exploitation pour une durée et un territoire donnés.
- Il réalise les ventes et donne un pourcentage au producteur.
- Il reçoit de 16 à 18 % de la vente du phonogramme.
- Les éditeurs phonographiques possèdent deux syndicats : SNEP et UPFI (pour les indépendants).

## Le distributeur
- Le distributeur est celui qui met le disque dans les bacs.
- Il a un rôle commercial vis-à-vis des magasins ou points de vente (borne d’écoute, tête de gondole…).
- Le distributeur prend un produit fixe et s’engage à le mettre dans les bacs suivant le contrat de distribution qu'il a signé.
- Il prend une marge d’environ 30 % sur les ventes du produit.

## Le détaillant
Il existe trois grands types de détaillants:
- Les généralistes, comme les hypermarchés, représentent 50 % des ventes de disque. Ils vendent principalement les disques à fort potentiel de vente, et ne s'intéressent donc pas ou peu aux CD des labels indépendants.
- Les spécialistes, soit:

1. les grandes surfaces spécialisées tels que la  Fnac, Virgin... ## 100 000 références pour les plus grands ## 35 % des ventes en France (20 % pour la FNAC) ## 80 % des ventes des labels indépendants
2. les disquaires indépendants restent importants pour les labels indépendants. Ils peuvent être regroupés sous franchise (starter...).
3. les ventes par correspondance et par Internet (Fnac.com, Amazon, ...).

- les vendeurs par e-commerce

## L’éditeur graphique (oupublisher)
- L'éditeur graphique est là pour générer le plus de revenus possibles à partir d’une œuvre.
- Il est l'unique structure commerciale qui peut toucher des droits d’auteur.
- L'éditeur graphique a deux sources de revenu : les droits d’auteur et les droits de synchronisation (possibilité de mettre l’œuvre sur un support audiovisuel).